# Kenneth Walker III
Kenneth Walker III (Arlington, Tennessee, 20 de octubre de 2000) apodado K9, es un jugador profesional estadounidense de fútbol americano, se desempeña en la posición de running back en Seattle Seahawks, en la National Football League (NFL).

## Carrera
Fue seleccionado en la Reunión Anual de Selección de Jugadores de la NFL de 2022. Hizo su debut profesional con el equipo Seattle Seahawks, lleva jugando dos temporadas.